# Грушино
Грушино (на македонска литературна норма: Грушино; на албански: Grushina, Грушина) е село в Северна Македония, в община Арачиново.

## География
Селото е разположено в южните поли на Скопска Църна гора.

## История
Според статистиката на Васил Кънчов („Македония. Етнография и статистика“) от 1900 година Брушница е населявано от 150 жители албанци мохамедани.
След Междусъюзническата война в 1913 година селото влиза в границите на Сърбия.
На етническата си карта от 1927 година Леонард Шулце Йена показва Грушина (Grušina) като албанско село.
Според преброяването от 2002 година селото има 1128 жители.
| Националност     | Всичко |
| северномакедонци | 0      |
| албанци          | 1126   |
| турци            | 0      |
| роми             | 0      |
| власи            | 0      |
| сърби            | 0      |
| бошняци          | 0      |
| други            | 2      |